# Districtul Draâ Ben Khedda
Draâ Ben Khedda este un district din provincia Tizi-Ouzou, Algeria.